# Dorota Chotecka
Dorota Anna Chotecka-Pazura, urodzona jako Dorota Kapusta (ur. 15 marca 1966 w Radomiu) – polska aktorka.

## Życiorys
Absolwentka VI Liceum Ogólnokształcącego im. Jana Kochanowskiego w Radomiu. W 1993  ukończyła studia na wydziale aktorskim Państwowej Wyższej Szkoły Filmowej, Telewizyjnej i Teatralnej im. Leona Schillera w Łodzi.
Na szklanym ekranie zadebiutowała rolą w filmie Pożegnanie z Marią (1993). Później wystąpiła m.in. w produkcjach: Awantura o Basię, Wszyscy jesteśmy Chrystusami, Dzień świra i Szczęśliwego Nowego Jorku. Ogólnopolską popularność zyskała pod koniec lat 90. dzięki roli despotycznej i żywiołowej Danuty Norek w przebojowym serialu komediowym Miodowe lata. Dzięki kreacji prostytutki Joli w sitcomie 13 posterunek zyskała status seksbomby, a sympatię telewidzów zdobyła również jako Krystyna Więcławska w serialu TVP1 Ranczo.
Na kanale Polsat Café prowadziła programy: Baby room, Stylowe spotkania Gali i Fabryka urody. Wiosną 2016 uczestniczyła w piątej edycji programu rozrywkowego Polsatu Dancing with the Stars. Taniec z gwiazdami.

## Życie prywatne
Od 2003 jest żoną aktora Radosława Pazury, z którym ma córkę, Klarę Marię (ur. 21 stycznia 2007). Jest bratową aktora Cezarego Pazury.
Była ambasadorką Światowych Dni Młodzieży 2016 organizowanych w Krakowie.

## Filmografia
- 1993: Pożegnanie z Marią jako żona Tomasza
- 1994: Polska śmierć jako gość na imieninach
- 1994: Dama kameliowa jako kobieta obserwująca grę w karty
- 1995: Sukces jako gość na przyjęciu u Skarbków (odc. 6)
- 1995: Pestka jako uczestniczka przyjęcia
- 1995: Nic śmiesznego jako dentystka Stefa
- 1995: Awantura o Basię jako aktorka
- 1996: Wirus jako kelnerka w pubie
- 1996: Tajemnica Sagali jako mieszkanka Biskupina (odc. 4 i 5)
- 1996: Nocne graffiti jako kobieta na drodze
- 1996: Awantura o Basię jako aktorka
- 1997: Zaklęta jako Sabina
- 1997: Szczęśliwego Nowego Jorku jako żona „Azbesta”
- 1997: Prostytutki jako Tania
- 1997: Pokój 107 jako prowadząca biuro wynajmu mieszkań
- 1997–1998: 13 posterunek jako Jola
- 1998–2003: Miodowe lata jako Danuta Norek, żona Tadzia
- 1999: Złotopolscy jako Beata Kryńska, dziennikarka magazynu „Być Damą” (odc. 171 i 179)
- 1999: Policjanci jako Monika Brzozowska (odc. 8)
- 2000: Anna Karenina jako Lisa
- 2000: 13 posterunek 2 jako Jola
- 2002: Dzień świra jako właścicielka psa w przedziale pociągu
- 2003: Kasia i Tomek jako psycholog; tylko głos (Seria II/odc. 23)
- 2004: Pensjonat pod Różą jako Joanna (odc. 34)
- 2004: Glina jako Barbara Nawrocka, sąsiadka Zajdlerów (odc. 7 i 8)
- 2004: Czego się boją faceci, czyli seks w mniejszym mieście jako Anais (Seria II/odc. 10)
- 2004: Całkiem nowe lata miodowe jako Danuta Norek
- 2005: Na dobre i na złe jako Ewa, narzeczona Krzysztofa (odc. 230)
- 2005: Czego się boją faceci, czyli seks w mniejszym mieście jako psychoterapeutka Agata
- 2006: Wszyscy jesteśmy Chrystusami jako nauczycielka Sylwusia
- 2006: U fryzjera jako żona radnego Barana (odc. 2)
- 2006: Statyści jako Ela, siostra Doroty; serial telewizyjny
- 2006: Statyści jako Ela, siostra Doroty
- 2006–2009, 2011–2016: Ranczo jako Krystyna Więcławska, właścicielka sklepu
- 2007: Ranczo Wilkowyje jako Krystyna Więcławska
- 2007: Hela w opałach jako Barbara, siostra Michała (odc. 35)
- 2007: Halo Hans! jako Cyganka Pimpusza
- 2008: Rozmowy nocą jako Monika, właścicielka galerii
- 2008: I kto tu rządzi? jako Aldona (odc. 42)
- 2008: Dekalog 89+ jako matka
- 2009–2011: Barwy szczęścia jako Celina Halicka, żona Łukasza
- 2009: 39 i pół jako sekretarka na uniwersytecie (odc. 32)
- 2010–2012: Na Wspólnej jako Sylwia Gajewska
- 2011: Siła wyższa jako Grykowska (odc. 12)
- 2012: Painting, Painting jako mecenas sztuki
- 2012: Hotel 52 jako Sylwia, matka Mai (odc. 55)
- 2014: Ojciec Mateusz jako Dorota Janicka, siostra biskupa (odc. 136)
- 2015: Mąż czy nie mąż jako Aldona Szumska, matka Romy (odc. 13)
- 2016: Druga szansa jako prokurator (odc. 4/Sezon 2)
- 2017: Niania w wielkim mieście jako Katarzyna Mazurek, matka Dany i Adasia
- 2018: 7 uczuć jako historyczka
- 2019: Korona królów jako mieszczka Regina
- od 2019: M jak miłość jako Krystyna Banach, matka Lilki
- 2019: Futro z misia jako prowadząca spotkanie AA
- 2020: Będzie dobrze, kochanie jako Elżbieta, matka Artura
- od 2022: Tajemnica zawodowa jako Krystyna Dobrzyńska-Król[9]
- 2023: Tajemnica Łuki jako Nadia[10]

## Polski dubbing
- 1993–1997: Beavis i Butt-head –
  - dziewczyna (odc. 126),
  - koleżanka Davida (odc. 131),
  - uczestniczka terapii (odc. 132),
  - kobieta w talk-show (odc. 150),
  - rudowłosa dziewczyna (odc. 150)
- 1994: Bajka o pluszowych misiach, które uratowały święta – mama
- 1994–1998: Spider-Man – doktor Sylvia Lopez
- 1999: Heores Of Might And Magic 3 – Królowa Katarzyna Ironfist
- 2000: Babcię przejechały renifery – kuzynka Mel
- 2000: Diablo II – Amazonka, Czarodziejka, Charsi, Krawa-Orlica
- 2004: Ekspres polarny – mama
- 2014: Siostry wampirki – Elwira Tepe
- 2017: Dziennik cwaniaczka: Droga przez mękę – Susan Heffley